# Ostedes binodosa
Ostedes binodosa är en skalbaggsart som beskrevs av J. Linsley Gressitt 1945. Ostedes binodosa ingår i släktet Ostedes och familjen långhorningar. Inga underarter finns listade i Catalogue of Life.